# Gáldar

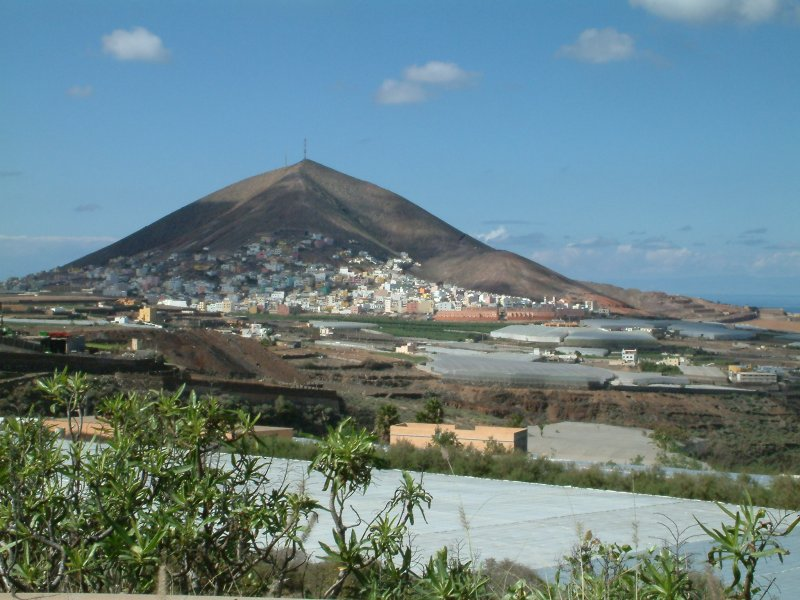
Vue de Gáldar.

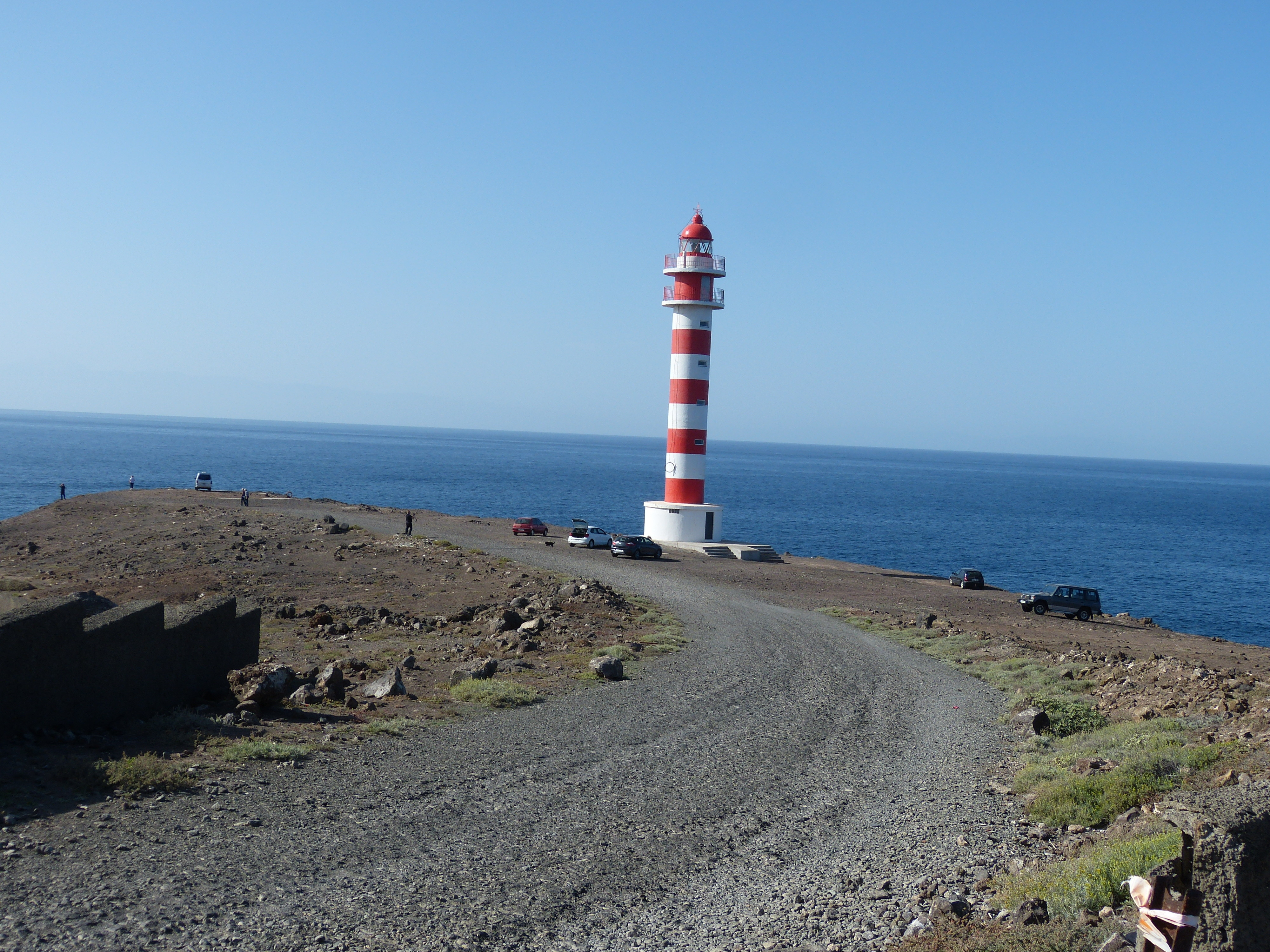
Phare de Punta Sardina.

Gáldar est une commune de la communauté autonome des Îles Canaries en Espagne. Elle est située au nord-ouest de l'île de Grande Canarie dans la province de Las Palmas, à l'ouest de Las Palmas de Grande Canarie et au nord-ouest de Puerto Rico. Elle comprend plusieurs localités notamment Juncalillo, Sardina del Norte et San Isidro de Gáldar (es).

## Géographie

### Localisation

Localisation de l'île de Grande Canarie dans les Îles Canaries.
Localisation de Gáldar dans l'île de Grande Canarie.

|                  | Océan Atlantique |                                     |
| Océan Atlantique | Gáldar           | Santa María de Guía de Gran Canaria |
| Artenara         | Artenara         |                                     |

### Transports
- Route Puerto Rico - Gáldar
- Route Gáldar - Las Palmas

## Démographie
| Année | Population | Densité     |
| ----- | ---------- | ----------- |
| 1991  | 20 656     | 335,38 /km2 |
| 1996  | 21 704     | 352,29 km2  |
| 2001  | 22 154     | 357,32 km2  |
| 2002  | 22 677     | 368,19 km2  |
| 2003  | 22 763     | 369,59 km2  |
| 2004  | 22 922     | 371,08 km2  |
| 2005  | 23 201     | 376,7 km2   |
| 2009  | 24 405     | 396,25 km2  |

## Site archéologique
La ville de Gáldar abrite le musée et parc archéologique Cueva Pintada (es), construit sur un site archéologique.
L'installation porte le nom de la Cueva Pintada (« grotte peinte »), et elle aurait été créée par le peuple indigène de l'île au VIIe siècle apr. J.-C..

## Personnalités liées à la commune
- Le chef guerrier aborigène guanche Doramas (1450-1480) est mort dans la commune[1].